# Motorrad-Weltmeisterschaft 1986
Die Motorrad-WM-Saison 1986 war die 38. in der Geschichte der FIM-Motorrad-Straßenweltmeisterschaft.
In den Klassen bis 500 cm³, bis 250 cm³ und bis 125 cm³ wurden elf, in der Klasse bis 80 cm³ neun und bei den Gespannen acht Rennen ausgetragen.

## Punkteverteilung
| Punktewertung | Punktewertung | Punktewertung | Punktewertung | Punktewertung | Punktewertung | Punktewertung | Punktewertung | Punktewertung | Punktewertung | Punktewertung |
| ------------- | ------------- | ------------- | ------------- | ------------- | ------------- | ------------- | ------------- | ------------- | ------------- | ------------- |
| Platz         | 1             | 2             | 3             | 4             | 5             | 6             | 7             | 8             | 9             | 10            |
| Punkte        | 15            | 12            | 10            | 8             | 6             | 5             | 4             | 3             | 2             | 1             |

In die Wertung kamen alle erzielten Resultate.

## 500-cm³-Klasse

### Teams und Fahrer
| Team                               | Hersteller       | Motorrad                   | Nr.            | Fahrer              | Läufe        |
| ---------------------------------- | ---------------- | -------------------------- | -------------- | ------------------- | ------------ |
| Rothmans Honda / HRC               | Honda            | Honda NSR 500              | 1              | Freddie Spencer     | 1, 4         |
| Rothmans Honda / HRC               | Honda            | Honda NSR 500              | 4              | Wayne Gardner       | alle         |
| Yamaha Marlboro Team Agostini SRL  | Yamaha           | Yamaha YZR500              | 2              | Eddie Lawson        | alle         |
| Yamaha Marlboro Team Agostini SRL  | Yamaha           | Yamaha YZR500              | 9              | Rob McElnea         | alle         |
| Team Gauloises Blondes Yamaha      | Yamaha           | Yamaha YZR500              | 3              | Christian Sarron    | 1–9, 11      |
| Team Elf-ROC                       | Elf-Honda        | Elf 3 Honda RS 500         | 5              | Ron Haslam          | alle         |
| Team Elf-ROC                       | Elf-Honda        | Elf 3 Honda RS 500         | 52             | Christian Le Liard  | 8–11         |
| Team Lucky Strike Roberts          | Yamaha           | Yamaha YZR500              | 6              | Randy Mamola        | alle         |
| Team Lucky Strike Roberts          | Yamaha           | Yamaha YZR500              | 11             | Mike Baldwin        | alle         |
| Racing Team Katayama               | Honda            | Honda RS 500 Honda NSR 500 | 7              | Raymond Roche       | alle         |
| Rollstar Honda Racing Team         | Chevallier-Honda | Honda RS 500               | 8              | Didier de Radiguès  | 2–3, 6–11    |
| PDM Chrome Tapes                   | Honda            | Honda RS 500               | 10             | Boet van Dulmen     | alle         |
| PDM Chrome Tapes                   | Honda            | Honda RS 500               | 39             | Henk van der Mark   | 1–5, 9–10    |
| unbekannt                          | Honda            | Honda RS 500               | 18             | Marco Papa          | 2, 5–6       |
| Ecurie Fior                        | Fior-Honda       | Honda RS 500               | 20             | Marco Gentile       | 1–6, 8–11    |
| Team Italia                        | Honda            | Honda RS 500               | 23             | Fabio Biliotti      | 1–6, 9–11    |
| HB Suzuki                          | Suzuki           | Suzuki XR71                | 26             | Dave Petersen       | 1–6, 8, 11   |
| HB Suzuki                          | Suzuki           | Suzuki XR71                | 28 30 31 46 56 | Pierfrancesco Chili | 1–5, 7–8     |
| Skoal Bandit Heron Suzuki          | Heron-Suzuki     | Suzuki XR71                | 33             | Paul Lewis          | 1–8, 11      |
| Skoal Bandit Heron Suzuki          | Heron-Suzuki     | Suzuki XR71                | 47 33 59       | Niall Mackenzie     | 9–11         |
| Skoal Bandit Heron Suzuki          | Heron-Suzuki     | Suzuki XR71                | ?              | Paul Iddon          | unbekannt    |
| Rizla                              | Heron-Suzuki     | Suzuki XR71                | 34             | Kevin Schwantz      | 6–8, 11      |
| Rothmans Honda Britain             | Honda            | Honda RS 500 Honda NS 500  | 31 30          | Roger Burnett       | 2, 6–7, 9    |
| Rothmans Honda Britain             | Honda            | Honda NS 500               | 43             | Roger Marshall      | 9            |
| Duckhams Oil                       | Honda            | Honda RS 500               | 31             | Simon Buckmaster    | 1–4, 6–11    |
| Hein Gericke Racing                | HG-Honda         | Honda RS 500               | 35 31 71 36    | Manfred Fischer     | 1–7, 9–11    |
| Stichting Netherlands Racing Team  | Honda            | Honda RS 500               | 35             | Mile Pajic          | 3–11         |
| unbekannt                          | Honda            | Honda RS 500               | 37             | Andy Leuthe         | 1–3, 5–7, 11 |
| Loctite Yamaha                     | Yamaha Suzuki    | Yamaha YZR500 unbekannt    | 41             | Kenny Irons         | 6, 8–9       |
| Cagiva                             | Cagiva           | Cagiva C10                 | 44 16          | Joan Garriga        | 1–9, 11      |
| Cagiva                             | Cagiva           | Cagiva C10                 | ?              | Marco Lucchinelli   | 2            |
| HRC Grieskirched                   | Honda            | Honda RS 500               | 44             | Sepp Doppler        | unbekannt    |
| unbekannt                          | Honda            | Honda RS 500               | 45             | Dietmar Mayer       | 8            |
| HDJ Sportswear                     | Suzuki           | Suzuki RG 500 Gamma        | 48             | Maarten Duyzers     | 3, 5–10      |
| Frankonia-Suzuki Schweiz           | Bakker-Suzuki    | unbekannt                  | 51 29          | Wolfgang von Muralt | alle         |
| HRC-Moriwaki                       | Honda            | Honda NSR 500              | 54             | Shunji Yatsushiro   | 4–6, 8–11    |
| unbekannt                          | Suzuki Honda     | Honda RS 500 unbekannt     | 55             | Leandro Becheroni   | 1–2, 4–8, 11 |
| Walter Wolf                        | Suzuki           | Suzuki XR71                | 56 19          | Shunji Yatsushiro   | 6–7          |
| RS Rallye Sport Motorsport Handels | Honda            | Honda RS 500               | 56             | Helmut Schütz       | 3–5, 9–10    |
| Honda Deutschland                  | Bakker-Honda     | Honda RS 500               | ?              | Gustav Reiner       | 1, 3–4, 6, 8 |
| unbekannt                          | Bakker-Honda     | Honda RS 500               | ?              | Peter Sköld         | unbekannt    |
| Quelle:                            |                  |                            |                |                     |              |

| Legende         |
| --------------- |
| Stammfahrer     |
| Wildcard-Fahrer |
| Ersatzfahrer    |

### Rennergebnisse
|    | Datum  | Rennen                | Strecke           | Platz 1       | Platz 2            | Platz 3          | Pole-Position   | Schn. Rennrunde |
| -- | ------ | --------------------- | ----------------- | ------------- | ------------------ | ---------------- | --------------- | --------------- |
| 1  | 04.05. | GP von Spanien        | Jarama            | Wayne Gardner | Eddie Lawson       | Mike Baldwin     | Freddie Spencer | Wayne Gardner   |
| 2  | 18.05. | GP der Nationen       | Monza             | Eddie Lawson  | Randy Mamola       | Mike Baldwin     | Eddie Lawson    | Mike Baldwin    |
| 3  | 25.05. | GP von Deutschland    | Nürburgring       | Eddie Lawson  | Wayne Gardner      | Mike Baldwin     | Eddie Lawson    | Eddie Lawson    |
| 4  | 08.06. | GP von Österreich     | Salzburgring      | Eddie Lawson  | Wayne Gardner      | Randy Mamola     | Eddie Lawson    | Eddie Lawson    |
| 5  | 15.06. | GP von Jugoslawien    | Rijeka            | Eddie Lawson  | Randy Mamola       | Wayne Gardner    | Randy Mamola    | Eddie Lawson    |
| 6  | 28.06. | 56. Dutch TT          | Assen             | Wayne Gardner | Randy Mamola       | Mike Baldwin     | Eddie Lawson    | Wayne Gardner   |
| 7  | 06.07. | GP von Belgien        | Spa-Francorchamps | Randy Mamola  | Eddie Lawson       | Christian Sarron | Eddie Lawson    | Randy Mamola    |
| 8  | 20.07. | GP von Frankreich     | Le Castellet      | Eddie Lawson  | Randy Mamola       | Christian Sarron | Eddie Lawson    | Eddie Lawson    |
| 9  | 03.08. | GP von Großbritannien | Silverstone       | Wayne Gardner | Didier de Radiguès | Eddie Lawson     | Wayne Gardner   | Eddie Lawson    |
| 10 | 10.08. | GP von Schweden       | Anderstorp        | Eddie Lawson  | Wayne Gardner      | Mike Baldwin     | Wayne Gardner   | Eddie Lawson    |
| 11 | 24.08. | GP von San Marino     | Misano            | Eddie Lawson  | Wayne Gardner      | Randy Mamola     | Eddie Lawson    | Eddie Lawson    |

### Fahrerwertung
| 1  | Eddie Lawson        | Yamaha           | 139 |
| 2  | Wayne Gardner       | Honda            | 117 |
| 3  | Randy Mamola        | Yamaha           | 105 |
| 4  | Mike Baldwin        | Yamaha           | 78  |
| 5  | Rob McElnea         | Yamaha           | 60  |
| 6  | Christian Sarron    | Yamaha           | 58  |
| 7  | Didier de Radiguès  | Chevallier-Honda | 42  |
| 8  | Raymond Roche       | Honda            | 35  |
| 9  | Ron Haslam          | elf-Honda        | 18  |
| 10 | Pierfrancesco Chili | Suzuki           | 11  |
| 11 | Niall Mackenzie     | Heron-Suzuki     | 11  |
| 12 | Boet van Dulmen     | Bakker-Honda     | 8   |

| 13 | Shunji Yatsushiro   | Honda        | 7 |
| 14 | Fabio Biliotti      | Honda        | 5 |
|    | Gustav Reiner       | Honda        | 5 |
| 16 | Davr Petersen       | Suzuki       | 5 |
| 17 | Joan Garriga        | Cagiva       | 4 |
| 18 | Paul Lewis          | Heron-Suzuki | 4 |
| 19 | Roger Burnett       | Honda        | 3 |
|    | Mile Pajic          | Honda        | 3 |
|    | Kenny Irons         | Yamaha       | 3 |
| 22 | Kevin Schwantz      | Heron-Suzuki | 2 |
|    | Wolfgang von Muralt | Suzuki       | 2 |
| 24 | Marco Papa          | Honda        | 1 |

### Konstrukteurswertung
Der Konstrukteurstitel wurde Yamaha zuerkannt.

## 250-cm³-Klasse

### Rennergebnisse
|    | Datum  | Rennen                | Strecke           | Platz 1          | Platz 2             | Platz 3             | Pole-Position | Schn. Rennrunde  |
| -- | ------ | --------------------- | ----------------- | ---------------- | ------------------- | ------------------- | ------------- | ---------------- |
| 1  | 04.05. | GP von Spanien        | Jarama            | Carlos Lavado    | Toni Mang           | Sito Pons           | Martin Wimmer | Martin Wimmer    |
| 2  | 18.05. | GP der Nationen       | Monza             | Toni Mang        | Carlos Lavado       | Jean-François Baldé | Martin Wimmer | Sito Pons        |
| 3  | 25.05. | GP von Deutschland    | Nürburgring       | Carlos Lavado    | Toni Mang           | Martin Wimmer       | Carlos Lavado | Toni Mang        |
| 4  | 08.06. | GP von Österreich     | Salzburgring      | Carlos Lavado    | Martin Wimmer       | Jean-François Baldé | Carlos Lavado | Martin Wimmer    |
| 5  | 15.06. | GP von Jugoslawien    | Rijeka            | Sito Pons        | Jean-François Baldé | Dominique Sarron    | Carlos Lavado | Carlos Lavado    |
| 6  | 28.06. | 56. Dutch TT          | Assen             | Carlos Lavado    | Toni Mang           | Sito Pons           | Carlos Lavado | Martin Wimmer    |
| 7  | 06.07. | GP von Belgien        | Spa-Francorchamps | Sito Pons        | Donnie McLeod       | Jacques Cornu       | Carlos Lavado | Dominique Sarron |
| 8  | 20.07. | GP von Frankreich     | Le Castellet      | Carlos Lavado    | Sito Pons           | Dominique Sarron    | Martin Wimmer | Carlos Lavado    |
| 9  | 03.08. | GP von Großbritannien | Silverstone       | Dominique Sarron | Carlos Lavado       | Sito Pons           | Carlos Lavado | Carlos Lavado    |
| 10 | 10.08. | GP von Schweden       | Anderstorp        | Carlos Lavado    | Sito Pons           | Jean-François Baldé | Martin Wimmer | Sito Pons        |
| 11 | 24.08. | GP von San Marino     | Misano            | Tadahiko Taira   | Sito Pons           | Dominique Sarron    | Carlos Lavado | Carlos Lavado    |

### Fahrerwertung
| 1  | Carlos Lavado       | Yamaha          | 114 |
| 2  | Sito Pons           | Honda           | 108 |
| 3  | Dominique Sarron    | Honda           | 72  |
| 4  | Toni Mang           | Honda           | 65  |
| 5  | Jean-François Baldé | Honda           | 63  |
| 6  | Martin Wimmer       | Yamaha          | 56  |
| 7  | Jacques Cornu       | Honda           | 32  |
| 8  | Fausto Ricci        | Honda           | 30  |
| 9  | Tadahiko Taira      | Yamaha          | 28  |
| 10 | Donnie McLeod       | Armstrong-Rotax | 27  |
| 11 | Pierre Bolle        | Parisienne      | 21  |
| 12 | Carlos Cardús       | Honda           | 17  |

| 13 | Stéphane Mertens     | Yamaha            | 14 |
| 14 | Virginio Ferrari     | Honda             | 14 |
| 15 | Maurizio Vitali      | Garelli           | 12 |
| 16 | Reinhold Roth        | Honda             | 10 |
| 17 | Alan Carter          | Cobas-Rotax       | 9  |
| 18 | Jean-Michel Mattioli | Yamaha            | 9  |
| 19 | Manfred Herweh       | Aprilia-Rotax     | 7  |
|    | Jean Foray           | Chevallier-Yamaha | 7  |
| 21 | Niall Mackenzie      | Armstrong-Rotax   | 4  |
| 22 | Siegfried Minich     | Honda             | 4  |
| 23 | Massimo Matteoni     | Honda             | 2  |
| 24 | Hans Lindner         | Rotax             | 1  |

### Konstrukteurswertung
Der Konstrukteurstitel wurde Honda zuerkannt.

## 125-cm³-Klasse

### Rennergebnisse
|    | Datum  | Rennen                   | Strecke           | Platz 1            | Platz 2            | Platz 3            | Pole-Position    | Schn. Rennrunde    |
| -- | ------ | ------------------------ | ----------------- | ------------------ | ------------------ | ------------------ | ---------------- | ------------------ |
| 1  | 04.05. | GP von Spanien           | Jarama            | Fausto Gresini     | Domenico Brigaglia | Ezio Gianola       | Fausto Gresini   | Fausto Gresini     |
| 2  | 18.05. | GP der Nationen          | Monza             | Fausto Gresini     | Ángel Nieto        | August Auinger     | Fausto Gresini   | Fausto Gresini     |
| 3  | 25.05. | GP von Deutschland       | Nürburgring       | Luca Cadalora      | Fausto Gresini     | Ezio Gianola       | Luca Cadalora    | Luca Cadalora      |
| 4  | 08.06. | GP von Österreich        | Salzburgring      | Luca Cadalora      | Ezio Gianola       | Bruno Kneubühler   | Luca Cadalora    | Ezio Gianola       |
| 5  | 28.06. | 56. Dutch TT             | Assen             | Luca Cadalora      | Fausto Gresini     | Ezio Gianola       | Luca Cadalora    | Fausto Gresini     |
| 6  | 06.07. | GP von Belgien           | Spa-Francorchamps | Domenico Brigaglia | Lucio Pietroniro   | Willy Pérez        | Luca Cadalora    | Domenico Brigaglia |
| 7  | 20.07. | GP von Frankreich        | Le Castellet      | Luca Cadalora      | Fausto Gresini     | August Auinger     | Luca Cadalora    | Luca Cadalora      |
| 8  | 03.08. | GP von Großbritannien    | Silverstone       | August Auinger     | Domenico Brigaglia | Luca Cadalora      | Bruno Kneubühler | August Auinger     |
| 9  | 10.08. | GP von Schweden          | Anderstorp        | Fausto Gresini     | Luca Cadalora      | Domenico Brigaglia | August Auinger   | Luca Cadalora      |
| 10 | 24.08. | GP von San Marino        | Misano            | August Auinger     | Luca Cadalora      | Fausto Gresini     | Fausto Gresini   | August Auinger     |
| 11 | 28.09. | GP von Baden-Württemberg | Hockenheim        | Fausto Gresini     | Luca Cadalora      | August Auinger     | Fausto Gresini   | Luca Cadalora      |

### Fahrerwertung
| 1  | Luca Cadalora      | Garelli     | 122 |
| 2  | Fausto Gresini     | Garelli     | 114 |
| 3  | Domenico Brigaglia | Ducados-MBA | 80  |
| 4  | August Auinger     | MBA         | 60  |
| 5  | Ezio Gianola       | MBA         | 57  |
| 6  | Bruno Kneubühler   | LCR-MBA     | 54  |
| 7  | Lucio Pietroniro   | MBA         | 37  |
| 8  | Pier Paolo Bianchi | MBA         | 34  |
| 9  | Johnny Wickström   | MBA         | 33  |
| 10 | Willy Pérez        | MBA         | 26  |
| 11 | Olivier Liégeois   | Assmex      | 21  |

| 12 | Thierry Feuz      | MBA         | 19 |
| 13 | Ángel Nieto       | Ducados-MBA | 15 |
| 14 | Paolo Casoli      | MBA         | 14 |
| 15 | Gastone Grassetti | MBA         | 9  |
| 16 | Jussi Hautaniemi  | MBA         | 8  |
| 17 | Adi Stadler       | MBA         | 6  |
| 18 | Alfred Waibel     | MBA         | 5  |
| 19 | Håkan Olsson      | MBA         | 5  |
| 20 | Andres Sánchez    | MBA         | 3  |
| 21 | Esa Kytölä        | MBA         | 2  |
|    | Mike Leitner      | MBA         | 2  |

### Konstrukteurswertung
Der Konstrukteurstitel wurde Garelli zuerkannt.

## 80-cm³-Klasse

### Rennergebnisse
|   | Datum  | Rennen                   | Strecke      | Platz 1            | Platz 2           | Platz 3            | Pole-Position     | Schn. Rennrunde    |
| - | ------ | ------------------------ | ------------ | ------------------ | ----------------- | ------------------ | ----------------- | ------------------ |
| 1 | 04.05. | GP von Spanien           | Jarama       | Jorge Martínez     | Ángel Nieto       | Manuel Herreros    | Jorge Martínez    | Jorge Martínez     |
| 2 | 18.05. | GP der Nationen          | Monza        | Stefan Dörflinger  | Jorge Martínez    | Manuel Herreros    | Stefan Dörflinger | Ian McConnachie    |
| 3 | 25.05. | GP von Deutschland       | Nürburgring  | Manuel Herreros    | Stefan Dörflinger | Ian McConnachie    | Stefan Dörflinger | Ian McConnachie    |
| 4 | 08.06. | GP von Österreich        | Salzburgring | Jorge Martínez     | Manuel Herreros   | Pier Paolo Bianchi | Jorge Martínez    | Ian McConnachie    |
| 5 | 15.06. | GP von Jugoslawien       | Rijeka       | Jorge Martínez     | Stefan Dörflinger | Ian McConnachie    | Jorge Martínez    | Jorge Martínez     |
| 6 | 28.06. | 56. Dutch TT             | Assen        | Jorge Martínez     | Manuel Herreros   | Hans Spaan         | Jorge Martínez    | Ian McConnachie    |
| 7 | 03.08. | GP von Großbritannien    | Silverstone  | Ian McConnachie    | Stefan Dörflinger | Jorge Martínez     | Stefan Dörflinger | Stefan Dörflinger  |
| 8 | 24.08. | GP von San Marino        | Misano       | Pier Paolo Bianchi | Jorge Martínez    | Manuel Herreros    | Jorge Martínez    | Pier Paolo Bianchi |
| 9 | 28.09. | GP von Baden-Württemberg | Hockenheim   | Gerhard Waibel     | Stefan Dörflinger | Hans Spaan         | Gerhard Waibel    | Stefan Dörflinger  |

### Fahrerwertung
| 1  | Jorge Martínez     | Derbi        | 94 |
| 2  | Manuel Herreros    | Derbi        | 85 |
| 3  | Stefan Dörflinger  | Krauser      | 82 |
| 4  | Hans Spaan         | HuVo-Casal   | 57 |
| 5  | Gerhard Waibel     | Real-Krauser | 51 |
| 6  | Ian McConnachie    | Krauser      | 50 |
| 7  | Ángel Nieto        | Derbi        | 45 |
| 8  | Pier Paolo Bianchi | Seel         | 44 |
| 9  | Josef Fischer      | Krauser      | 13 |
| 10 | Gert Kafka         | Krauser      | 9  |
| 11 | Wilco Zeelenberg   | Casal        | 8  |
| 12 | Hubert Abold       | Seel-Krauser | 8  |

| 13 | Juan Ramón Bolart  | Autisa     | 6 |
|    | Theo Timmer        | HuVo-Casal | 6 |
| 15 | Rainer Kunz        | Ziegler    | 6 |
| 16 | Alex Barros        | Autisa     | 6 |
| 17 | Henk van Kessel    | Krauser    | 5 |
| 18 | Domingo Gil Blanco | Autisa     | 5 |
| 19 | Reiner Scheidhauer | Seel       | 4 |
| 20 | Alfred Waibel      | Krauser    | 3 |
| 21 | Felix Rodríguez    | Autisa     | 3 |
| 22 | Luis Miguel Reyes  | Autisa     | 2 |
| 23 | Salvatore Milano   | Krauser    | 1 |
|    | Herri Torrontegui  | Autisa     | 1 |

### Konstrukteurswertung
Der Konstrukteurstitel wurde Derbi zuerkannt.

## Gespanne (500 cm³)

### Rennergebnisse
|   | Datum  | Rennen                   | Strecke           | Platz 1                             | Platz 2                        | Platz 3                         | Pole-Position                       | Schn. Rennrunde                     |
| - | ------ | ------------------------ | ----------------- | ----------------------------------- | ------------------------------ | ------------------------------- | ----------------------------------- | ----------------------------------- |
| 1 | 25.05. | GP von Deutschland       | Nürburgring       | Egbert Streuer / Bernard Schnieders | Rolf Biland / Kurt Waltisperg  | Steve Abbott / Shaun Smith      | Rolf Biland / Kurt Waltisperg       | Egbert Streuer / Bernard Schnieders |
| 2 | 08.06. | GP von Österreich        | Salzburgring      | Egbert Streuer / Bernard Schnieders | Steve Webster / Tony Hewitt    | Alain Michel / Jean-Marc Fresc  | Egbert Streuer / Bernard Schnieders | Egbert Streuer / Bernard Schnieders |
| 3 | 28.06. | 56. Dutch TT             | Assen             | Alain Michel / Jean-Marc Fresc      | Steve Webster / Tony Hewitt    | Masato Kumano / Helmut Diehl    | Egbert Streuer / Bernard Schnieders | Rolf Biland / Kurt Waltisperg       |
| 4 | 06.07. | GP von Belgien           | Spa-Francorchamps | Steve Webster / Tony Hewitt         | Alain Michel / Jean-Marc Fresc | Rolf Steinhausen / Bruno Hiller | Rolf Biland / Kurt Waltisperg       | Rolf Steinhausen / Bruno Hiller     |
| 5 | 20.07. | GP von Frankreich        | Le Castellet      | Egbert Streuer / Bernard Schnieders | Alain Michel / Jean-Marc Fresc | Steve Webster / Tony Hewitt     | Alain Michel / Jean-Marc Fresc      | Steve Webster / Tony Hewitt         |
| 6 | 03.08. | GP von Großbritannien    | Silverstone       | Egbert Streuer / Bernard Schnieders | Steve Webster / Tony Hewitt    | Markus Egloff / Urs Egloff      | Rolf Biland / Kurt Waltisperg       | Egbert Streuer / Bernard Schnieders |
| 7 | 10.08. | GP von Schweden          | Anderstorp        | Alain Michel / Jean-Marc Fresc      | Markus Egloff / Urs Egloff     | Derek Bailey / Brian Nixon      | Rolf Biland / Kurt Waltisperg       | Steve Webster / Tony Hewitt         |
| 8 | 28.09. | GP von Baden-Württemberg | Hockenheim        | Egbert Streuer / Bernard Schnieders | Rolf Biland / Kurt Waltisperg  | Steve Webster / Tony Hewitt     | Egbert Streuer / Bernard Schnieders | Rolf Biland / Kurt Waltisperg       |

### Fahrerwertung
| 1  | Egbert Streuer     | Bernard Schnieders                                                              | LCR-Yamaha    | 75 |
| 2  | Alain Michel       | Jean-Marc Fresc                                                                 | LCR-Yamaha    | 75 |
| 3  | Steve Webster      | Tony Hewitt                                                                     | LCR-Yamaha    | 71 |
| 4  | Markus Egloff      | Urs Egloff                                                                      | LCR-Yamaha    | 51 |
| 5  | Masato Kumano      | Helmut Diehl                                                                    | LCR-Yamaha    | 38 |
| 6  | Alfred Zurbrügg    | Martin Zurbrügg bzw. Adolf Hänni                                                | LCR-Yamaha    | 38 |
| 7  | Steve Abbott       | Shaun Smith bzw. Vince Biggs                                                    | Windle-Yamaha | 36 |
| 8  | Rolf Biland        | Kurt Waltisperg                                                                 | LCR-Krauser   | 32 |
| 9  | Derek Jones        | Brian Ayres                                                                     | LCR-Yamaha    | 29 |
| 10 | Derek Bailey       | Brian Nixon                                                                     | LCR-Yamaha    | 20 |
| 11 | Frank Wrathall     | Simon Birchall bzw. Kerry Chapman                                               | LCR-Yamaha    | 13 |
| 12 | René Progin        | Yvan Hunziker                                                                   | Seymaz-Yamaha | 11 |
| 13 | Rolf Steinhausen   | Bruno Hiller                                                                    | Busch-Yamaha  | 10 |
| 14 | Theo van Kempen    | Geral de Haas                                                                   | LCR-Yamaha    | 8  |
| 15 | Mick Barton        | Fritz Buck bzw. Eckart Rösinger bzw. Vince Biggs                                | LCR-Yamaha    | 7  |
| 16 | Barry Brindley     | Chris Jones                                                                     | Windle-Yamaha | 5  |
| 17 | Graham Gleeson     | David Elliott bzw. Ian Colquhoun bzw. Jean-Maurice Janin bzw. Peter Lindén bzw. | LCR-Yamaha    | 5  |
| 18 | Bernd Scherer      | Adolf Hänni bzw. Wolfgang Gess                                                  | BSR-Yamaha    | 3  |
| 19 | Yoshisada Kumagaya | Kazahito Makiuchi                                                               | LCR-Yamaha    | 1  |

### Konstrukteurswertung
Der Konstrukteurstitel wurde LCR-Yamaha zuerkannt.

## Verweise